# Yohan Chateauraynaud
Pas d'image ? Cliquez ici

a Compétitions nationales et continentales officielles uniquement.

Dernière mise à jour le 11 août 2016.
Yoann Chateauraynaud, né le 13 novembre 1989, est un joueur de rugby à XV, mesurant 1,75 m pour 78 kg et évoluant au poste de demi de mêlée.

## Carrière professionnelle
Formé au SU Agen, il rejoint en 2011, à la demande de Henry Broncan, ancien entraîneur du club agenais, le club dirigé par celui-ci, le SC Albi. Avec l'arrivée d'Ugo Mola, il parvient à se faire une place en tant que titulaire lors des premiers matchs de la saison 2011-2012. Il quitte le SC Albi et rejoint les rangs du SC Graulhet en Fédérale 1.